# Subcultura heavy metal
Fanii genului muzical heavy metal și-au creat propria subcultură care cuprinde mai mult decât aprecierea stilului muzical. Fanii își afirmă apartenența la subcultură sau scenă prin prezența la concertele de metal – o activitate considerată fundamentală subculturii -, achiziționarea de merchandise, în special de albume, în unele cazuri membrii își lasă plete, poartă geci de piele sau tricouri cu numele și logoul formației preferate și, cel mai recent, contribuie la site-urile de heavy metal. De asemenea, unii dintre aceștia scriu și realizează fotografii pentru revistele genului.
Unii critici și muzicieni au sugerat că acestei subculturi îi este inerentă intoleranța față de alte genurile muzicale. Scena metal, asemenea scenei rock în general, este asociată cu consumul de alcool, țigări și droguri, precum și obișnuința de a avea numeroase tatuaje și a conduce motociclete. Deși există melodii care glorifică consumul de alcool, fumatul, consumul de droguri și petrecerile, există și melodii care atrag atenția asupra pericolelor la care se expun consumatorii și la consecințele acestor acțiuni. Comunitatea metal era alcătuită în anii 1970 din bărbați albi din clasa muncitoare⁠(d), însă odată cu anii 1980, fetele au dezvoltat un interes pentru acest stil. În ciuda acestui fapt, unii susțin că femeilor nu li se atribuie vreun statut în această subcultură, deoarece heavy metalul celebrează și consolidează puterea masculină, în timp ce o restrânge pe cea feminină. De asemenea, popularitatea și interesul pentru acest gen muzical a continuat să crească printre afro-americani și latino-americani. Asemenea rockerilor, mulți fani ai genului heavy metal au devenit membri ai unor cluburi de motocicliști atât în Statele Unite, cât și în Europa.

## Terminologie
Fanii heavy metal sunt caracterizați de o varietate de nume inclusiv metalhead, headbanger, metaller, fesher, mosher, thrasher – doar în cazul fanilor thrash metal. Acestea diferă în funcție de regiune și perioadă, însă „metalhead” și „headbanger” sunt termenii universal acceptați prin care se denotă apartenența la subcultura heavy metal.

## Subcultura

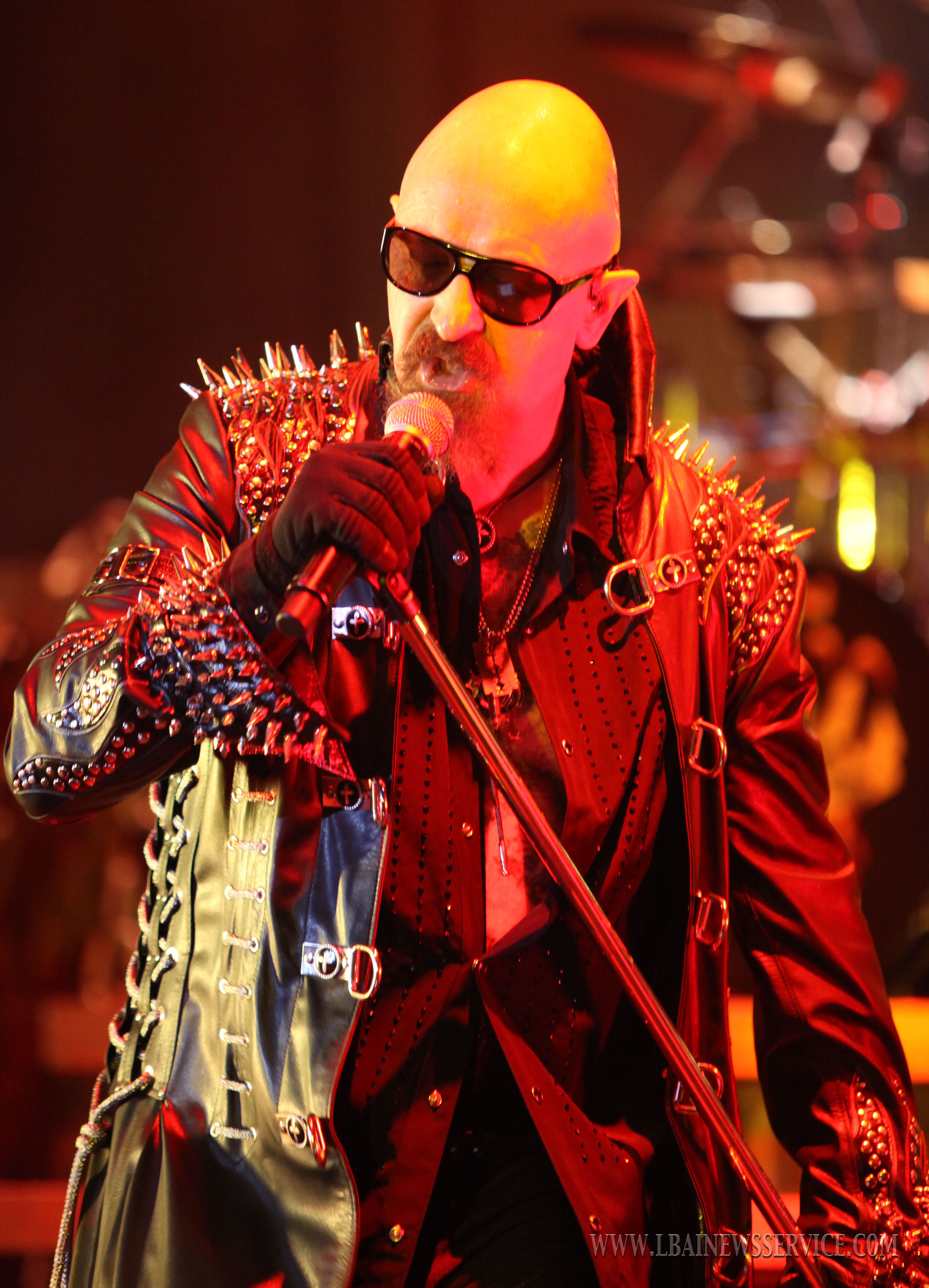
Rob Halford, solistul Judas Priest, purtând o geacă de piele cu ținte în cadrul unui concert live în Miami.

Fanii heavy metal au creat o „subcultură a alienării” cu propriile standarde în ceea ce privește obținerea autenticității în interiorul grupului. Lucrarea lui Deena Weinstein, Heavy Metal: The Music and Its Culture susține ipoteza că heavy metalul „a persistat mai mult decât celelalte genuri de muzică rock” datorită dezvoltării unei intense „subculturi care se identifică cu muzica”. Adeptii genului formează o „comunitate tânără exclusivistă” care era „distinctă și marginalizată de mase” în societate. Scena heavy metal a construit o comunitate puternic masculinizată cu valori, norme și comportamente comune. Un „cod al autenticității” este esențial acestei subculturi; codul le impune formațiilor „dezinteresul față de spiritul comercial” și hiturile radio pe motiv că acestea „devin comerciale”. Codul metal include și „opoziția față de status quo și susținerea separării de restul societății”. Fanii doresc ca „vocația [pentru artiști] pentru metal să implice un devotament total pentru muzică și loialitate profundă față de subcultura care s-a dezvoltat în jurul ei[...]”; un artist metal trebuie să reprezinte un „exponent ideal al subculturii”.
Publicul  este în mare parte format din „bărbați tineri albi proveniți din clasa de mjiloc/jos”, acest grup fiind „tolerant cu cei proveniți  din alte zone și respectă protocolul legat de îmbrăcăminte, aspecte și comportament”. În cadrul documentarului Metal: A headbanger’s Journey, jurnalistul Malcom Dome afirma că „ceea ce transformă metalul într-o cultură este în primul rând muzica, fără discuție, în al doilea rând[...] modul în care te îmbraci, oamenii se îmbracă într-un anumit mod și pot fi identificați imediat ca fani ai metalului”. Activitățile din subcultura metal includ prezența la concerte, achiziția albumelor/merchandise și, cel mai recent, contribuții la website-uri cu informații despre metal. Prezența la concerte afirmă solidaritatea subculturii deoarece reprezintă cea mai importantă activitate pri intermediul căreia fanii își celebrează muzica. Revistele de heavy metal dezvoltă o rețea prin care membrii subculturii intră în contact unul cu celălalt, găsesc informații și evaluări ale formațiilor și albumelor, și „își exprimă coeziunea”. Pletele, gecile de piele și „patch-urile” cu formații ajută la formarea unui tipar al identificării în sfera subculturii. Totuși, Weinstein menționează că nu toți fanii genului sunt „vizibili membri” ai subculturii. Unii dintre aceștia ar putea să aibă păr scurt și să se îmbrace normal. Antropologul Sam Dunn declara că „metalul este unificat nu doar de modul în care se îmbracă”, ci este „[...]ținut în viață de un grup dedicat de fani. Ei sunt cei care publică reviste, programează spectacole la radioul din campusurile universitare, conduc case de discuri independente și găzduiesc website-uri și chatroom-uri pe internet”. Mai mult, adaugă acesta, „este clar din experiența mea că heavy metalul are un punct comun cu celelalte culturi: un sens al apartenenței la un stil de viață”.

### Autenticitatea
În subculturile muzicale ale heavy metalului și muzicii punk, autenticitatea reprezintă o valoare fundamentală. Termenul poseur (sau poser) este utilizat cu scopul de a descrie „o persoană care are obișnuința de a pretinde că este ceva ce nu este”, precum adoptarea aspectelor și imbrăcămintei specifice scenei metal fără să înțeleagă cu adevărat cultura și muzica acesteia. Într-un profil realizat în 1993 „subculturii alienării” a fanilor heavy metal, autorul menționează că scena îi clasifică pe unii membri drept „poseri”, adică artiști heavy metal sau fani care pretind ca fac parte din subcultură, însă sunt caracterizați drept nesinceri și neautentici. Lucrarea Metalheads: Heavy Metal Music and Adolescent Alienation, lansată în 1996 de către profesorul de psihologie Jeffrey Arnett, argumentează că subcultura heavy metal clasifică membrii în două categorii  „acceptând un metalhead autentic și respingând un prefăcut, un poseur”. Fanii heavy metal au început să utilizeze termenul „sell out” în anii 1980 cu referire la formațiile care și-au transformat sunetul într-un rock comercial, de tipul glam metalului. Formațiile care au fost descrise prin acest termen sunt cele care „au adoptat aspectele vizibile ale ortodoxiei (sunet, imagistică) fără să contribuie la credințele și valorile fundamentale”.
Articolul lui Ron Quintana, „Metallica’s Early History”, susține că în perioada în care Metallica încerca să-și găsească un loc în scena metal a anilor 1980 din L.A., „scena hard-rock americană era dominată de formații bine-aranjate și lucioase precum Styx, Journey și REO Speedwagon”. Statutul genului în acea perioadă le-a creat dificultăți celor din Metallica deoarece era greu să „cânți heavy metal și să câștigi fani într-un tărâm unde poserii dominau, iar toată muzica heavy era ignorată”. În interviul realizat în 1999 de către David Rocher cu Damian Montgomery, liderul formației Ritual Carnage, acesta l-a caracterizat pe Montgomery drept un „gentleman autentic, fără fițe, un metalhead entuziast cu adevărat îndrăgostit de stilul de viață pe care îl susține și, fără îndoială, practică”. În anul 2002, „gurul metal Josh Wood” susținea că în America de Nord „credibilitatea genului heavy metal” este distrusă de interesul genului față de „coloanele sonore ale filmelor de groază, evenimentele wrestling și, cel mai rău, așa-numitele grupuri mall core precum Limp Bizkit”. Wood declara că „drumul metalistului adevărat către metaldom este primejdios și plin de poseri”.
Axl Rose, solistul formației Guns N Roses, declara într-un articol numit „Ex-White-Boy Poser” că a avut „timp să cugete cu privire la comportamentul specific genului heavy-metal” din ultimele decenii. Acesta menționează următoarele: „Am crezut că suntem atât de tari... [până când] N.W.A au început să cânte despre această lume în care ieși din casă și ești împușcat”. Atunci, afirmă Rose, „am conștientizat cât de poseri idioți eram”. Formațiile de metal creștin sunt uneori criticate în cercurile metal într-un mod asemănător. Unii adepți ai metalului extrem au susținut că apartenența la biserica creștină denotă aparteneța la o autoritate stabilită, fapt care intră în contradicție cu scopul heavy metalului și duce la caracterizarea acestor formații drept „poseri”. Unele voci din heavy metal au argumentat împotriva toleranței față de credințele avraamice. Un număr restrâns de formații norvegiene de black metal au amenințat artiștii creștini și credincioșii, după cum este demonstrat de incendierea unor biserici la începutul anilor ’90 în Scandinavia.

## Aspecte sociale

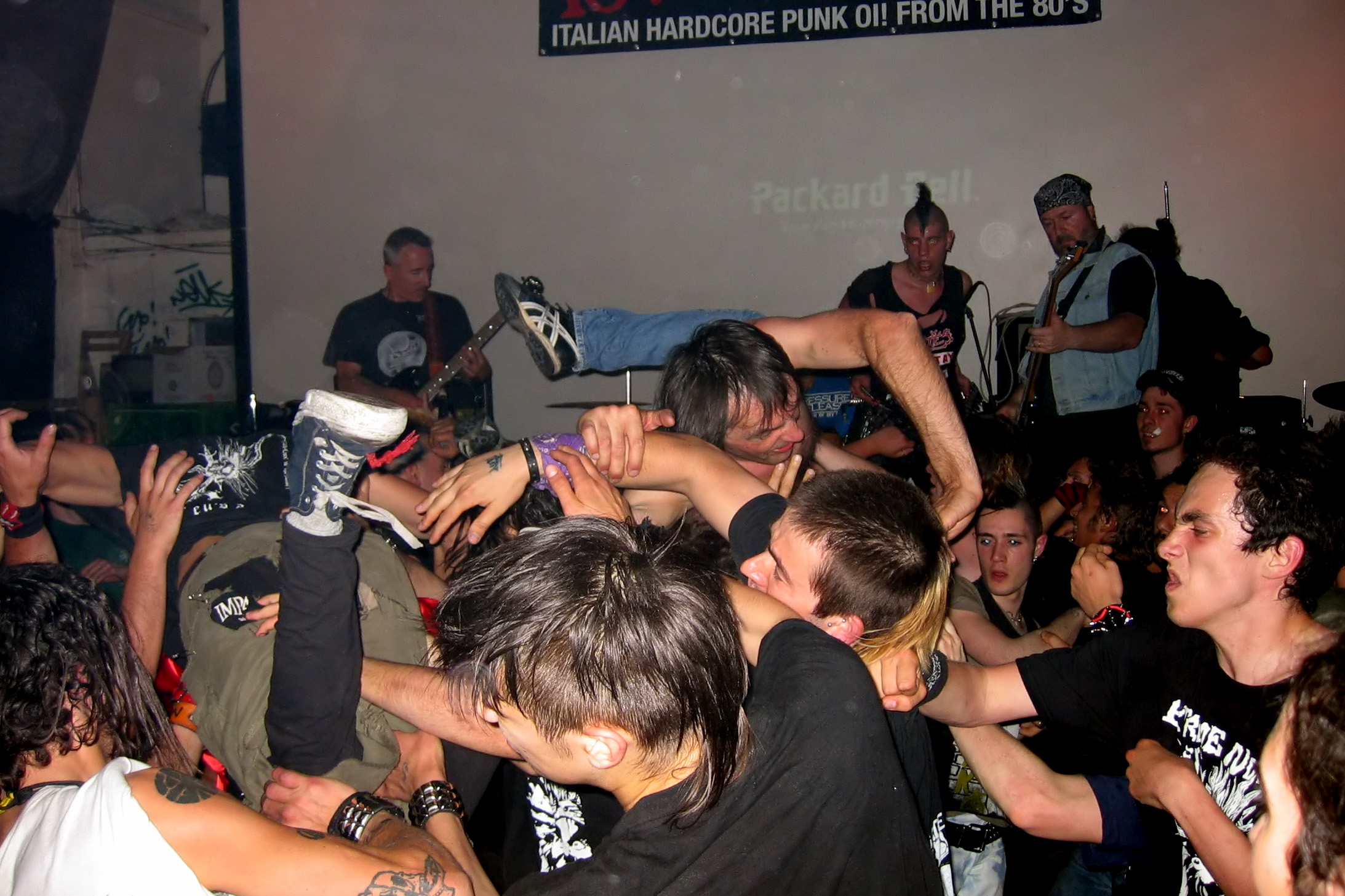
Moshing și crowd-surfing - acțiuni practicate în cadrul concertelor heavy metal sau a altor subgenuri de metal.

La concerte, în locul dansului, fanii metalului preferă moshing-ul, pogo-ul și headbanging-ul, respectiv air guitaring, o mișcare prin care fanul se preface că interpretează un solo la chitară. În timpul concertelor aceștia deseori fac „semnul coarnelor”, cunoscut sub denumirea de „coarnele diavolului” sau alte descrieri similare. Acesta din urmă reprezintă simbolul universal al muzicii heavy metal. Gestul a fost popularizat de solistul formației Dio și Black Sabbath, Ronnie James Dio, care a încetat din viață în 2010.
Scena heavy metal este asociată cu consumul de alcool și droguri. În timp ce unele formații celebrează consumerismul prin melodiile lor – de exemplu, „Sweet Leaf” de Black Sabbath care face referire la marijuana sau „Die With a Beer in Your Hand”, „Kings of beer”, „Space Beer” și multe altele din discografia formației Tankard -, altele atenționează cu privire la pericolele reprezentate de consumul acestora și de dependență, precum melodia celor de la Metallica, „Master of Puppets” – o melodie despre cum dependenții de droguri ajung să fie controlați de drogurile pe care le consumă - sau „Beyond the Realms of Death” de Judas Priest.

## Intoleranța față de alte genuri muzicale
În cadrul unei ediții din 1985 a emisiunii australiene Countdown, criticul muzical Molly Meldrum a discutat despre intoleranța față de alte genuri muzicale intrinsecă acestei subculturi, observând „oameni care iubesc heavy metalul și nimic altceva”. Liderul formației Queen, Freddie Mercury, prezent în cadrul aceste ediții, a confirmat afirmațiile lui Meldrum. Privitor la resistența față de alte genurile caracteristică anumitori fani ai genului heavy metal, Mercury a concluzionat prin a spune că „este problema lor”. Intervievat în 2011, Derrick Green – liderul formației Sepultura – afirma următoarele: „Am aflat că foarte mulți oameni sunt înguști la minte – doresc să asculte doar metal și nimic altceva, dar eu nu sunt astfel. Îmi place să creez metal și să adopt un stil heavy, însă nu-mi place să mă închid într-o astfel de cușcă”. În  același an, toboșarul formației Anthrax, Charlie Benante, a admis că fanii vechi ai subculturii heavy metal „nu sunt cei mai deschiși oameni când vine vorba de muzică”.
Comunitatea Ultimate Guitar a declarat în 2013 că fanii genului thrash metal au început să îi urască pe membrii Megadeth pe motiv că aceștia au adoptat un stil influențat de muzica rock pe albumul Super Collider. Solistul Dave Mustaine declara că ostilitatea acestora era creată de refuzul de a accepta alte genuri muzicale și nu „are nimic de-a face cu Megadeth sau de importanța formației și a muzicii sale”; acesta a mai menționat că etichetarea fanilor a contribuit la incapacitatea acestora de a aprecia și alte tipuri de muzică. Concomitent, Mikael Akerfeldt a pretins că majoritatea celor din subcultură nu apreciază evoluția muzicală a artiștilor din genul metal. „Nu pare să fie important[...] Cred că aproape toți fanii metalului așteaptă să le fie servite Happy Meal-urile. Nu vor să știe cu adevărat ce primesc. Pentru moment am crezut că metalul este mai deschis, însă m-am înselat”. Jurnaliștii au redactat numeroase materiale despre atitudinea disprețuitoare a multor fani heavy metal. MetalReviews.com a public un articol în anul 2004 intitulat „The True, Real Metalhead: A Selective Intellect Or A Narrow-Minded Bastard?” în cadrul căruia autorul a mărturisit că este „cu adevărat deranjat de către ignoranța fraților și surorilor din heavy metal”. Criticul Ryan Howe, într-un articol pentru revist Sound and Motion, a adresat o scrisoare deshisă fanilor britanici ai metalului, mulți dintre aceștia exprimându-și dezgustul față de formația Avenged Sevenold – a căreia muzică este considerată prea ușoară pentru a fi clasificată drept metal – care trebuia să interpreteze în cadrul festivalului heavy metal Download în 2014. Howe i-a deschis pe detractori drept „ignoranți” și i-a provocat să asiste la concertul Avenged Sevenfold și „să fie pregătiți de o schimbare de opinie”.
În ciuda acestei perspectiv extrem de răspândite, unii fani și muzicieni pot profesa un devotament profund față de genurile care nu au legături cu muzica metal. De exemplu, Fenriz din Darkthrone este și un cunoscut dj de muzică techno, iar chitaristul formației Metallica, Kirk Hammett, poartă tricoul grupului muzical de post-punk The Sisters of Mercy în videoclipul „Wherever I May Roam”. Ted Kirkpatrick, liderul Tourniquet, este un „mare admirator al clasicilor”.
Termenul de metalist elitist este uneori utilizat de către fanii și artiștii heavy metal cu scopul de a realiza o distincție între membrii subculturii care manifestă perspective izolate, exclusiv sau conservatoare, respectiv membrii care sunt mai deschiși. Atitudinile elitiste sunt în general asociate cu fanii și muzicienii subgenului black metal. Caracteristicile descrise ca trasând granița dintre metaliștii elitiști și ceilalți fani ai muzicii metal includ „constant one-upping”, „pedanterie continuă” și refuzul de „a adopta o atitudine neortodoxă”. În timp ce termenul „metal elitism” este de obicei utilizat cu sens peiorativ, elitismul este ocazional susținut de către membrii subculturii ca mijloc prin care genul heavy metal este izolat de posibilitatea de a deveni comercial.

## Ținuta

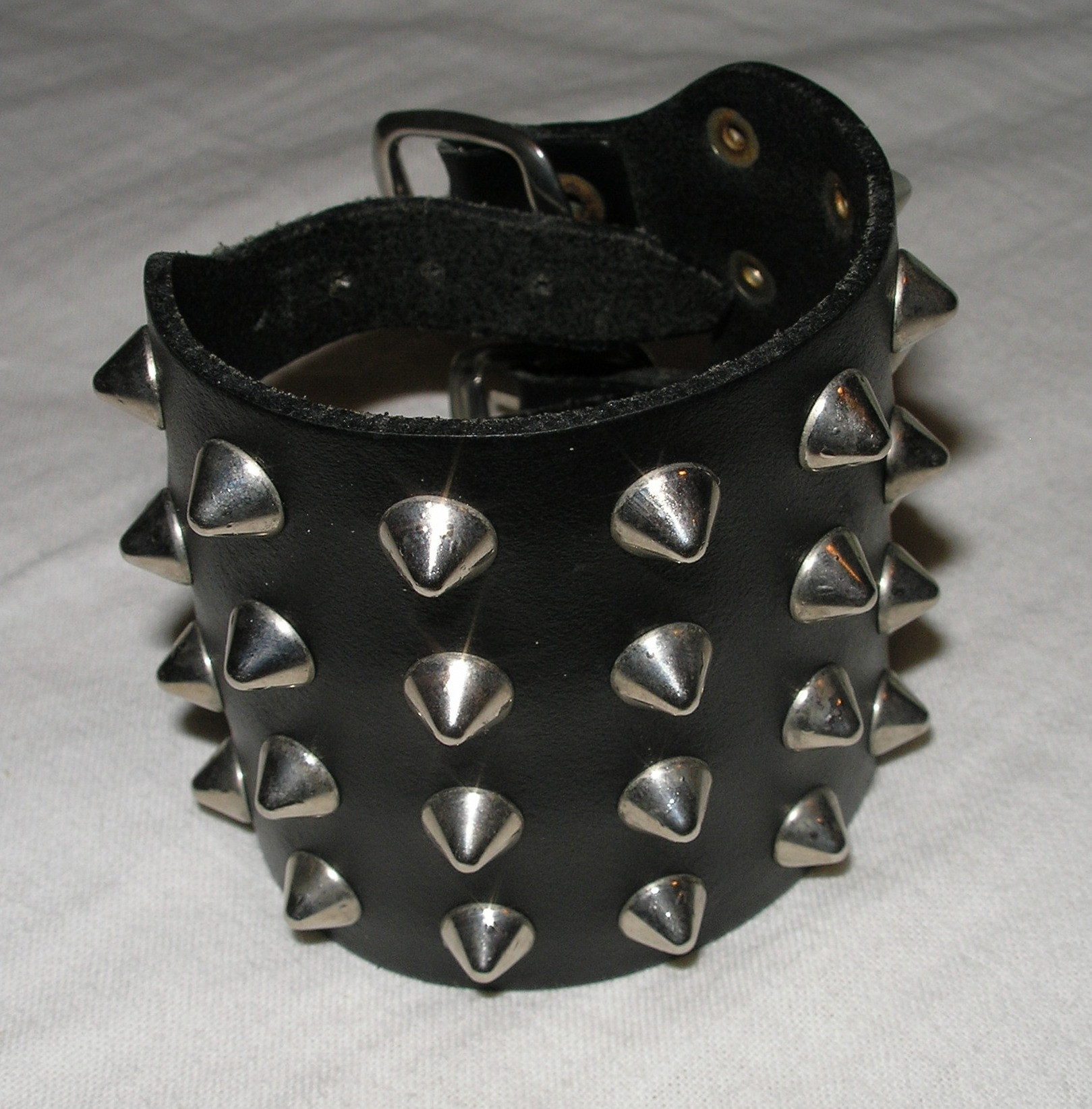
Brățara de piele cu ținte reprezintă un element comun printre adepții acestei subculturi.

Un alt aspect al heavy metalului este moda sa. Asemenea muzicii, această modă a suferit schimbări pe parcursul decenilor fără să existe însă o alterare a elementelor fundamentale. Standardul modei heavy metal în perioada anilor 1970-1980 îngloba blugi albaștri strâmți sau pantaloni de bumbac, bocanci de motociclist sau hi-top sneakers și tricouri negre purtate cu o geacă fără mâneci din denim sau piele acoperite cu „patch-uri”  și insigne ale diferitelor formații de heavy metal. Această jachetă cu emblemele și logourile sale atenționa asupra intereselor celui care o purta, aspect care poate fi regăsit și în alte subculturi muzicale ale vremii precum punk. Fanii deseori poartă tricouri cu emblemele formațiilor. La mijlocul anilor 2000 publicul tânăr a început să dezvolte un interes pentru heavy metalul specific anilor 1980, fapt ce a condus la nașterea unor noi formații care au adoptat idealurile acelei mode. Noul auditoriu este format din tineri hipsteri care au „fetișizat heavy metalul de la distanță”.

## Variații internaționale
Fanii heavy metal pot fi întâlniți oriunde în lume inclusiv în unele dintre cele mai religioase tări din lumea arabă există o mică subcultură a metalului, deși autoritățile judiciare și religioase nu îl tolerează întotdeauna. În 2003 mai mult de o duzină de membri și fani ai formațiilor marocane au fost condamnați pentru „subminarea credinței musulmane”. Fanii metal din majoritatea țărilor arabe continuă să dezvolte culturi metal – de exemplu, Taqwacore, un subgen al muzicii punk a cărei tematică este formată din învățăturile islamului, cultura sa și interpretările. În cadrul documentarului Global Metal, antropologul Sam Dunn e explorat modul în care metalul a devenit un fenomen global și a descoperit contribuția enormă a internetului la dezvoltarea scenei metal în tări izolate precum Iran, Egipt, Arabia Saudită sau alte țări din Orientul Mijlociu.

## Exemple în ficțiune
Subcultura heavy metal apare în lucrări de ficțiune, în mare parte în desenele animate pentru adulți, și în filmele de acțiune ale anilor 1980-1990.
- Beavis and Butthead sunt probabil cel mai important exemplu de subcultură heavy metal în ficțiune, Beavis purtând un tricou cu Metallica și Butthead un tricou cu AC/DC. Le place să facă headbanging și exemplifică atitudini stereotipe.[63]
- Filmul și programul Saturday Night Live, Wayne’s World reprezintă un alt exemplu de subcultură heavy metal în ficțiune.
- În episodul „In a Jam” din serialul Happy Tree Friends, personajele Cuddles, Lumpy, Russell, Handy și Sniffles fac parte dintr-o formație de rock and roll/heavy metal. În cadrul episodului aceștia exemplifică o serie de atitudini steretipe precum grosolănie față de cei care dau audiții pentru a intra în formație, neglijență și utilizarea unor gesturi specifice subculturii.
- Într-un episod din Family Guy numit „Saving Private Brian”, Chris Griffin este inspirat de către Marilyn Manson să devină membru al subculturii heavy metal.[64]
- Într-un episod din SpongeBob SquarePants intitulat „Krabby Road”, Plankton întemeiază o formație de rock and roll/heavy metal numită „Plankton and the Patty Stealers” și ii cooptează pe Spongebob, Patrick și Squidward.
- Serialul Disney Sunt în formație prezintă povestea unui adolescent pe nume Trip, chitarist al formației heavy metal „Iron Weasel”; serialul se concentrează de asemenea pe subcultura heavy metal în liceu.
- Desenul animat My Dad the Rock Star, creat de Gene Simmons, prezintă un tată, Rock Zilla, cu o familie care face parte din această subcultură. Fiul său, William – zis și Willy – este protagonistul, însă are probleme cu sentimentul de apartenență deoarece își dorește să aibă un stil de viață mai normal.
- O serie de nuvele comice intitulate „The Death Metal Epic” redactate de Dean Swinford. Cartea prezintă povestea unui chitarist de death metal din Florida la începutul anilor 1990.
- Serialul animat Metalocalypse prezintă povestea de scucces a unei formații fictive de death metal.[65]
- Într-un episod din The Amazing World of Gumball intitulat „The Lie”, personajul Rocky Robinson îmbrăcat de obicei cu un tricou cu inițialele AB/CD sau cu inițialele BISOW - primul se referă la AC/DC, iar cel de-al doilea la KISS - exemplifică diferența dintre tehnicile vocale utilizate pentru grindcore, black metal și viking metal.[66][67]
- În episodul „In Space No One Can Hear You Rock” din seria animată Duck Dogers, liderul formației Megadeth, Dave Mustaine, este readus la viață pentru a-i opri pe marțieni. În cadrul acestui episod Dogers îi reamintește lui Mustaine ce înseamnă să fii rockstar și cum să interpretez la un instrument. De asemenea, Duck Dogers, Cadetul și Dr. I.Q: Hi poartă imbrăcăminte specifică subculturii heavy metal.[68]
- În filmul The Golden Child, Eddie Murphy îl interpretează pe Chandler Jarrell, un detectiv particular specializat în cazurile de copii dispăruți. Într-una dintre scene acesta se luptă cu niște motocicliști cu plete și geci de piele, iar pe fundal se aude melodia „Body Talk” a formației Ratt.[69]